# (33283) 1998 HJ148
1998 HJ148 (asteroide 33283) é um asteroide da cintura principal. Possui uma excentricidade de 0.08881900 e uma inclinação de 1.64889º.
Este asteroide foi descoberto no dia 25 de abril de 1998 por Eric Walter Elst em La Silla.